# 肉苁蓉属
肉苁蓉属（学名：Cistanche）是列当科下的一个属，为草本植物。该属共有16种，分布于地中海区、非洲和亚洲。

## 部分種
- 鹽生肉蓯蓉 C. salsa
- 管花肉蓯蓉 C. tubulosa
- 沙苁蓉 C. sinensis
- 兰州肉苁蓉 C. lanzhouensis